# Bataille de Jassin
Première Guerre mondiale
Batailles
Front africain
- Laï (8-1914)
- Sandfontein (9-1914)
- Tanga (11-1914)
- Naulila (12-1914)
- Jassin (1-1915)
- Gibeon (4-1915)
- Bukoba (6-1915)
- Mongua (8-1915)
- Salaita (2-1916)
- Beringia (5-1916)
- Negomano (11-1917)

Front d'Europe de l'Ouest
Front italien
Front d'Europe de l'Est
Front des Balkans
Front du Moyen-Orient
Bataille de l'Atlantique
La bataille de Jassin, dite aussi quatrième bataille de Jassin, est un épisode de la Première Guerre mondiale qui s'est déroulé du 18 au 19 janvier 1915 à Jassin, à l'époque en Afrique orientale allemande, aujourd'hui en Tanzanie. Cette bataille opposa les forces britanniques, qui tenaient la ville de Jassin, aux troupes allemandes qui réussirent à reprendre la ville. Au prix de lourdes pertes humaines, les troupes allemandes parvinrent à récupérer la ville après un peu plus d'une journée de combats.

## Contexte

### Origines
Depuis le début de la Première Guerre mondiale, le Royaume-Uni et l'Empire allemand s'affrontent militairement en Europe mais aussi sur d'autres continents et notamment en Afrique. En effet, une des tactiques militaires est l'affrontement par colonies interposées, le but des Alliés étant de priver l'Allemagne de ses colonies en Afrique et en Océanie.
Après la bataille de Tanga, début novembre 1914, à l'issue de laquelle les britanniques ont échoué temporairement dans leur volonté de prendre pied en Afrique orientale allemande, ceux-ci parviennent à occuper le site de la ville de Jassin, aussi connu sous le nom allemand de Jassini, juste de l'autre côté de la frontière. Les Allemands, redoutant de nouvelles offensives britanniques sur la ville de Tanga, située à une cinquantaine de kilomètres au sud, projettent alors de reprendre la zone perdue sachant qu'elle n'est gardée que par quatre compagnies indiennes totalisant environ 300 hommes.

### Site
Jassin est une ville d'Afrique orientale allemande, non loin de la frontière avec l'Afrique orientale britannique, aujourd'hui le Kenya, située dans une zone se transformant en marécage lors de la saison des pluies. Le secteur est bordé au Nord par la plaine de Jego formée de terrains plus sains permettant des manœuvres militaires. Les environs de Jassin ont été mis en valeur par la Compagnie de l'Afrique orientale allemande avec des plantations de palmier à huile, de sisal et de canne à sucre.

## Combats
L'Allemand Paul Emil von Lettow-Vorbeck, promu commandant à la suite de la victorieuse bataille de Tanga contre les Britanniques, a pris alors la tête d'une armée composée de neuf compagnies de Schutztruppe totalisant 1 350 Askari (tirailleurs des colonies), environ 400 volontaires arabes de Zanzibar ainsi que 244 Européens, renforcés par 23 mitrailleuses et quatre canons de campagne.
La veille de la bataille, les troupes allemandes parviennent jusqu'à une position située à onze kilomètres au sud de Jassin sans se faire repérer par les Britanniques. Le 18 janvier à 5 h 00 du matin, les troupes allemandes commencent leur tactique d'encerclement du village par le sud, l'est et l'ouest, remarquant au passage un grand nombre de positions britanniques inoccupées. Les premiers tirs surviennent à 5 h 15, dans une plantation à l'est du village, provoquant les premiers morts dans les rangs allemands et des incendies. À 9 h 00, les premiers bâtiments tombent aux mains des Allemands mais les pertes humaines deviennent importantes dans les deux camps.
Une fusée de détresse est alors lancée par les Britanniques pour avertir une garnison basée à Umba. Trois compagnies de 800 hommes sont envoyées en renfort mais les troupes allemandes progressent tant qu'à 10 h 00, Jassin est encerclé et la distance séparant les belligérants est de seulement cent mètres. Les troupes allemandes, mises en difficulté et presque à court de munitions, réussissent néanmoins à repousser les attaques des troupes britanniques dont certaines se font à la baïonnette. Des officiers expérimentés ayant été tués et les combats se déroulant dans un environnement urbain, ceux-ci prennent alors plus l'aspect d'une guérilla que de combats conventionnels. Le soir, le commandant britannique Hanson choisi de continuer à défendre la position bien que les munitions manquent et que les troupes soient démoralisées.
Le 19 janvier à 5 h 00 du matin, les Allemands reprennent le pilonnage de Jassin par le nord-est. Après une riposte qui se solde par un échec, les Britanniques, voyant que des renforts n'arrivaient pas et afin de préserver la vie des soldats encore vivants, signalent leur reddition par un drapeau blanc entre 7 et 8 h 00 du matin.

## Bilan
L'acte de reddition officialisé, les capitaines britanniques Hanson et Turner rencontrent le commandant allemand Paul Emil von Lettow-Vorbeck qui, après les avoir félicités pour leur bravoure, leur fait promettre de ne plus prendre part au conflit mondial.
Le bilan humain est très lourd. Outre 400 prisonniers (dont 300 soldats) faits par les Allemands (les Britanniques en dénombrent quant à eux 276), les combats ont fait 179 morts (93 chez les Britanniques, 86 chez les Allemands) et 294 blessés (94 chez les Britanniques, 200 chez les Allemands).
C'est, après la bataille de Tanga, la deuxième grande victoire remportée par Lettow-Vorbeck sur les Britanniques. Cela étant, il s'agit d'une victoire à la Pyrrhus coûteuse en vies humaines et en munitions et les Allemands, qui ont perdu dans les combats sept officiers expérimentés, irremplaçables compte tenu de leur situation d'isolement, décideront de renoncer à affronter leurs adversaires d'une manière conventionnelle et opteront pour des tactiques de guérilla.